# مضب

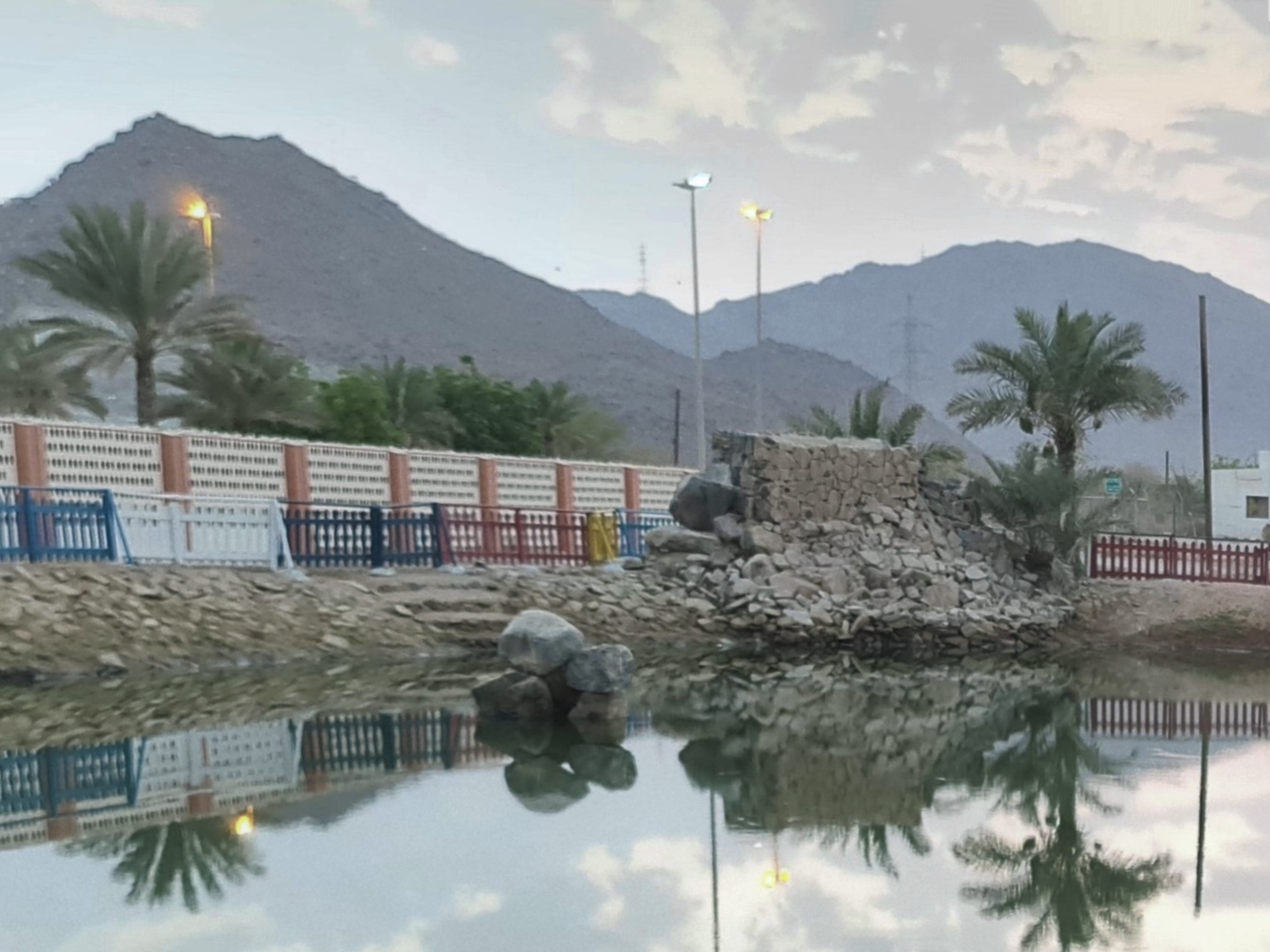
حديقة عين مضب

مضب هي مقر حاكم الفجيرة حمد بن محمد الشرقي. وتقع في القسم الشمالي للإمارات العربية المتحدة، وهي منطقة تكثر فيها المنازل الجديدة والكثير من الأسواق والمحلات التجارية، وتوجد فيها عين مياه كبريتية.تأسست  فبها حديقة عين مضب السياحية الكبريتية في عام 1985وتعتبر حديقة عين مضب الكبريتية  منتجعاً صحياً يقصده الناس للأغراض العلاجية، إذ تضم المنطقة ينابيع كبريتية بمياه دافئة ومعدنية، تقوم بعلاج العديد من أمراض الروماتيزم والبرد.